# Lukas Blohme
Lukas Blohme (* 7. November 1994 in Flensburg) ist ein deutscher Handballspieler.

## Karriere
Blohme spielte zunächst beim DHK Flensborg, von wo er 2006 zur SG Flensburg-Handewitt wechselte. In der Saison 2012/13 stand er im Aufgebot der Flensburger für die EHF Champions League, kam dort allerdings nicht zum Einsatz. Ab der Saison 2013/14 gehörte der 1,89 Meter große Rechtsaußen zur Bundesligamannschaft der SG. Zusätzlich besaß er in der Saison 2013/14 ein Zweitspielrecht für den Zweitligisten HSG Tarp-Wanderup. Mit Flensburg gewann er 2014 die EHF Champions League. Im Februar 2015 erhielt er ein Zweitspielrecht beim ASV Hamm-Westfalen. Nachdem Blohme fest vom ASV Hamm-Westfalen unter Vertrag genommen worden war, wechselte er im Sommer 2019 zum VfL Gummersbach.
Blohme gehörte zum Kader der deutschen Jugendnationalmannschaft, für die er 15 Länderspiele bestritt, in denen er 46 Tore erzielte.  Mit der Nationalmannschaft gewann Blohme bei der U-19-Weltmeisterschaft 2013 die Bronzemedaille.
Blohme nahm mit der A-Nationalmannschaft an der Beachhandball-Europameisterschaft 2017 teil.

## Sonstiges
Lukas Blohme ist mit der deutschen Handballspielerin Kira Schnack liiert.